# Hans Mommsen
Hans Mommsen, född 5 november 1930 i Marburg, död 5 november 2015 i Tutzing i Bayern, var en vänsterorienterad tysk historiker som från 1968 var professor vid universitetet i Bochum. Han var sonsons son till Theodor Mommsen, son till Wilhelm Mommsen och tvillingbror till Wolfgang J. Mommsen. 
Mommsens forskningsområde rörde i huvudsak Adolf Hitler och Nazityskland. Enligt Mommsen var Hitler en "svag diktator", som var ovillig att fatta beslut och främst var sysselsatt med att upprätthålla sin prestige och personliga auktoritet.